# Megachernes ochotonae
Megachernes ochotonae är en spindeldjursart som beskrevs av Krumpál och Andreas Kiefer 1982. Megachernes ochotonae ingår i släktet Megachernes och familjen blindklokrypare. Inga underarter finns listade i Catalogue of Life.